# José Andrés de Salvatierra
José Andrés de Salvatierra (Santa Cruz de la Sierra, 1772 - 2 de abril de 1862) fue un sacerdote boliviano, uno de los impulsores de la Independencia de Bolivia y el primero en Santa Cruz de la Sierra. Posteriormente fue un impulsor del desarrollo de la ciudad y la región.

## Biografía
Hijo del teniente coronel de milicias Alejandro Salvatierra y de María Josefa Chaves, su familia pertenecía a la aristocracia. Tanto su primo José Gregorio Salvatierra (1750-1830) – fundador de varias reducciones en Guarayos – como su hermano mayor José Rafael (1770-?) fueron sacerdotes.
Estudió Teología y Cánones en la Universidad de Chuquisaca, regresando a Santa Cruz en 1799. Con sus propios recursos erigió una ermita y fundó una pequeña escuelita a la que asistió José Manuel Baca, a quien contagió de sus ideas patrióticas. Luego lo llevaría como ayudante en su incursión por las tierras chiriguanas.
En 1804 fue designado capellán de la guarnición militar en el recién fundado pueblo de San Miguel de Membiray, que se encontraba a orillas del río Parapetí. Era, al mismo tiempo, un gran terrateniente de la región conocida como la Cordillera.
El conocer la noticia de la caída de la Junta Suprema Central, ocurrida a principios de 1810, y poco después del estallido de la Revolución de Mayo en Buenos Aires, capital del Virreinato, en agosto de ese año Salvatierra lideró el movimiento independentista en el Fuerte de Membiray, apoyado por los terratenientes y sólo posteriormente por los militares y los comerciantes de Santa Cruz de la Sierra.
De modo que el 24 de septiembre fue depuesto el subdelegado de Santa Cruz de la Sierra, reemplazado por una Junta Gubernativa Provisoria, cuyo presidente era Antonio Vicente Seoane, y los vocales el cura José Andrés de Salvatierra, el coronel Antonio Suárez, Juan Manuel Lemoine y el enviado de la Primera Junta de Buenos Aires, Eustoquio Moldes. Poco después, el gobernador revolucionario de Cochabamba – de la cual dependía Santa Cruz de la Sierra – nombró a Seoane subdelegado de real hacienda.
Salvatierra apoyó la guerra de independencia y el gobierno revolucionario, aunque por estar la ciudad alejada de los campos de batalla no tuvo una actuación central. Tras la derrota independentista en la Batalla de Huaqui, la región fue invadida por tropas portuguesas, en apoyo de los cuales se alzó el comandante militar de Membiray, un español de apellido Becerra, que ocupó Santa Cruz y capturó a los líderes independentistas. Salvatierra fue conducido prisionero a Chuquisaca, donde permanecería más de un año en la cárcel.
Liberado en 1812 por el ejército de Manuel Belgrano, ejerció el curato de la iglesia de San Roque en Potosí. De ahí partió hacia Buenos Aires y después a Montevideo, donde permaneció hasta la declaración de la independencia de la República de Bolívar en 1825. En el ínterin, los realistas le habían confiscado sus bienes en Santa Cruz y lo habían condenado en ausencia.
El mariscal Antonio José de Sucre lo nombró canónigo lectoral del coro catedralicio  de Chuquisaca en 1826,  y luego fue arcediano de la Catedral. Desde esa ciudad envió a Santa Cruz de la Sierra un profesor de latín. En esos años recuperó también su fortuna confiscada en 1812.
En 1831 fue diputado por su ciudad natal en el Congreso de Bolivia. Su casa se convirtió en refugio de cualquiera que llegara a la capital – por esos años la capital era Chuquisaca – desde Santa Cruz. Según el historiador Gabriel René Moreno, en un principio daba preferentemente acogida a jóvenes de antiguas familias patricias, aunque en los últimos años se dedicó a los pobres y los indígenas.
En dos oportunidades fue propuesto para que presidiera el obispado de Santa Cruz, pero renunció al mismo debido a su edad avanzada.
En 1840 regresó a Santa Cruz de la Sierra, donde gastó su gran fortuna en obras filantrópicas y en la construcción del templo de San Roque. Este último fue edificado siguiendo el estilo de la arquitectura jesuita de las misiones de Chiquitos. Por su iniciativa llegaron a la ciudad los franciscanos, que se hicieron cargo de las misiones de Guarayos. Salvatierra les donó la iglesia de San Andrés, parcialmente en ruinas, el que los frailes proyectaron demoler para edificar allí un hospicio. Los vecinos reunieron el dinero suficiente para rescatar el templo, y el padre Salvatierra lo reedificó; ese templo fue sede del obispado entre 1855 y 1868, antes de ser demolido a mediados del siglo XX.
Falleció en Santa Cruz de la Sierra en abril de 1862, con 90 años de edad.